# General Antonio Elizalde
General Antonio Elizalde (o Bucay) è una parrocchia urbana dell'Ecuador, capoluogo dell'omonimo cantone, nella provincia del Guayas.